# Arthur Acheson, I conte di Gosford
Arthur Acheson, I conte di Gosford (Markethill, 1744 – Bath, 14 gennaio 1807), è stato un nobile e politico irlandese ma di origine scozzese.

## Biografia
Era il figlio di Archibald Acheson, I visconte Gosford, e di sua moglie, Mary Richardson, figlia di John Richardson di Rich Hill. Suo padre successe al baronetto nel 1748 alla morte del padre, e successivamente fu creato barone Gosford nel 1776 e visconte Gosford nel 1785.

## Carriera
Dopo aver frequentato il Trinity College, Acheson fu membro del Parlamento per Old Leighlin (1783-1791). Servì come governatore della contea di Armagh al tempo dei disordini di Armagh del 1795 e denunciò gli estremisti protestanti.
Alla morte del padre nel 1790, Arthur gli successe come visconte. Fu nominato consigliere privato nel 1793. Successivamente fu creato conte di Gosford nel febbraio 1806.

## Matrimonio
Sposò, il 26 marzo 1774 a Londra, Millicent Pole (1750-1 novembre 1825), figlia del tenente generale Edward Pole. Ebbero cinque figli:
- Lady Olivia French Acheson (1775-12 febbraio 1863)[8], sposò Robert Bernard Sparrow[9], ebbero tre figli;
- Archibald Acheson, II conte di Gosford (1 agosto 1776-27 marzo 1849);
- Edward Acheson (1776-24 luglio 1828)[5];
- Lady Millicent Acheson (1779-13 gennaio 1878), sposò il reverendo John Hurt Barber[10], non ebbero figli;
- Lady Mary Acheson (1787-1 maggio 1843), sposò Lord William Cavendish-Bentinck[5], non ebbero figli.

## Morte
Lord Gosford morì il 14 gennaio 1807 a Bath